# Geoffroy II de Joinville
Geoffroy II, décédé vers 1096 est un seigneur de Joinville.
De même que son grand-père Etienne de Vaux et que son père Geoffroy Ier, il fut avoué de l'abbaye de Montier-en-Der pour la vallée de la Blaise. Comme eux, il se considérait comme maître des biens et territoires qui avaient été confiés à sa protection. De plus, il s'attribuait bien volontiers, par ses menaces, des biens et contributions qu'il n'était pas en droit de lever.
Sachant qu'il était un familier du comte de Champagne, l'abbé appela ce seigneur puissant pour régler ces litiges.
Goeffroy II, craignant une sentence sévère, et profitant de l'absence du comte lors de la tentative de conciliation, conclut avec l'abbé un accord semblable à celui qui, en son temps, avait évité à Etienne de Vaux d'être frappé par l'anathème.
Les moines, toutefois instruits par l'expérience, exigèrent des garanties, qu'ils n'avaient pas osé demander à Etienne de Vaux : dix hommes libres du seigneur de Joinville durent jurer de veiller à l'exécution du pacte, avec obligation de réparer sous 40 jours les dommages que leur suzerain pourrait causer à l'abbaye. Cet accord était perpétuel : à la mort d'un de ces hommes, le seigneur de Joinville devait en désigner un autre, et solvable...
On peut ici noter la rapide ascension sociale des seigneurs de Joinville. Alors qu'Etienne de Vaux, quelque soixante quinze ans plus tôt, fréquentait les comtes de Brienne, puissants seigneurs de la région, son petit-fils tenait un rang dans l'entourage des Comtes de Champagne, suzerains dominants.
Il épousa Hodierne, fille de Jocelin de Courtenay, qui donne naissance à :
- Étienne de Joinville ;
- Renard de Joinville ;
- Roger de Joinville, seigneur de Joinville après Geoffroy II, époux d'Adélaïde de Vignory. Ses fils, Geoffroy III devint sénéchal de la cour de Champagne[2], Guy évêque de Chalons, mourra en Terre Sainte ;
- Hadwige, mariée à Gobert Ier d'Aspremont ;
- une fille mariée à un certain Warner.

## Sources
- Gallica Delaborde, Henri-François (1854-1927). Jean de Joinville et les seigneurs de Joinville.